# Papirus Oxyrhynchus 5100

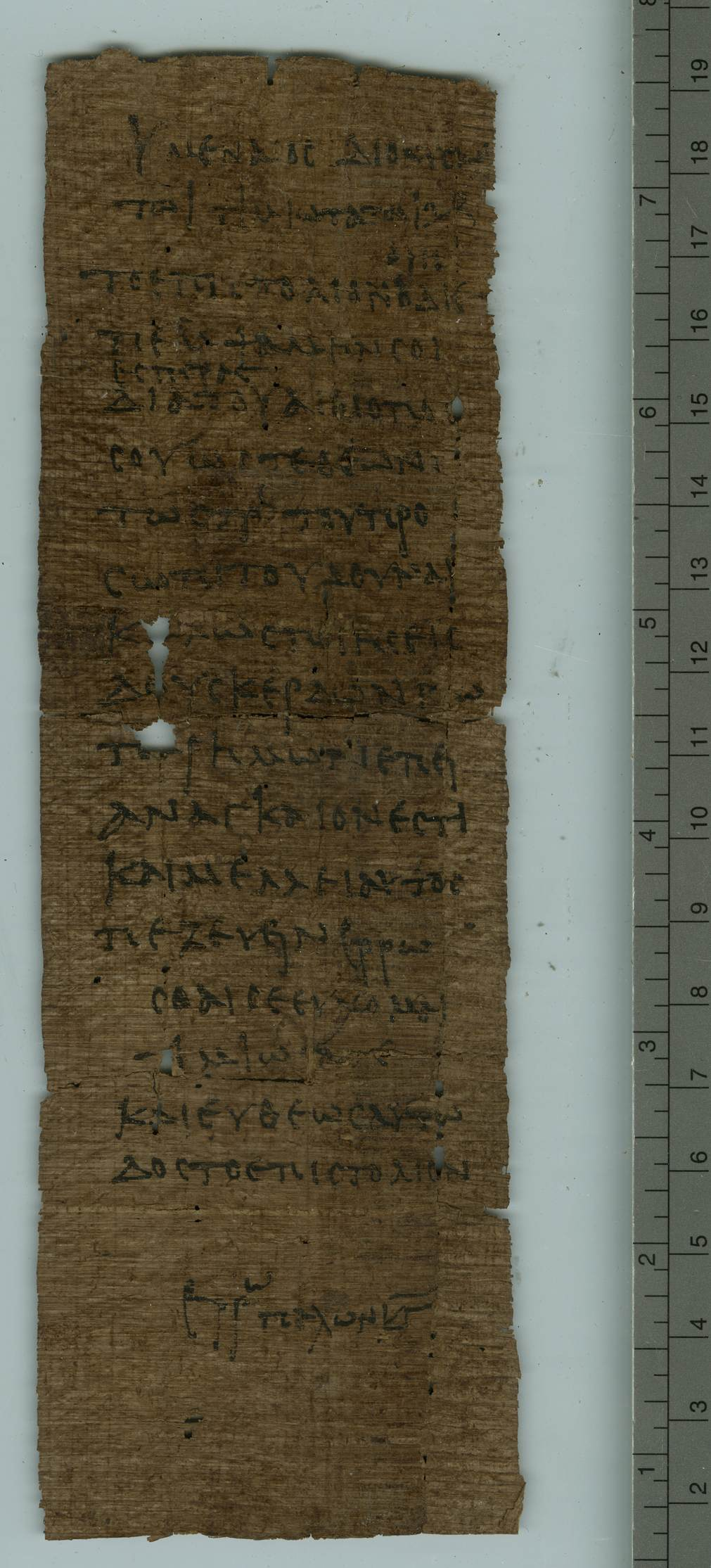
Papirus Oxyrhynchus 5100

Papirus Oxyrhynchus 5100 oznaczany jako P.Oxy.LXXVI 5100 – rękopis zawierający list napisany przez Hymeneusza do Dionizego w języku greckim. Papirus ten został odkryty w Oksyrynchos. List ten został napisany 18 maja około 136 roku n.e. Przechowywany jest w Papyrology Rooms, Sackler Library w Oksfordzie (P.Oxy.LXXVI 5100). Tekst został opublikowany przez A. Koeniga i M. Salemenou w 2011 roku.
Manuskrypt został napisany na pojedynczym arkuszu papirusu.